# ویلیام هوربرگ
ویلیام هوربرگ (انگلیسی: William Horberg) تهیه‌کننده فیلم، فیلم‌نامه‌نویس و بازیگر اهل ایالات متحده آمریکا بود.
از فیلم‌ها یا سریال‌های تلویزیونی که وی در آن نقش داشته‌است، می‌توان به گامبی وزیر، درهای کشویی، آقای ریپلی بااستعداد، بهشت، آمریکایی آرام، کوهستان سرد، مرگ در تشییع جنازه، شکاف، چارلی بارتلت، زندگی زناشویی، لارس و دختر واقعی، بادبادک‌باز، نیویورک، جز به کل، مدیریت، میلک، سرزمین ماجراجویی، مرگ در مراسم خاکسپاری، از تاریکی نترس، جداماندگی، چارلی کانتریمن، مخفیانه، پارچد، قول و روز پرچم اشاره کرد.